# Lukáš Rohan
Lukáš Rohan (Mělník, 30 de mayo de 1995) es un deportista checo que compite en piragüismo en la modalidad de eslalon. Es hijo del piragüista Jiří Rohan.
Participó en los Juegos Olímpicos de Tokio 2020, obteniendo una medalla de plata en la prueba de C1 individual.
Ganó una medalla de plata en el Campeonato Mundial de Piragüismo en Eslalon de 2021 y cuatro medallas en el Campeonato Europeo de Piragüismo en Eslalon entre los años 2024 y 2020.

## Palmarés internacional
| Juegos Olímpicos   | Juegos Olímpicos        | Juegos Olímpicos  | Juegos Olímpicos |
| Año                | Lugar                   | Medalla           | Competición      |
| ------------------ | ----------------------- | ----------------- | ---------------- |
| 2020               | Tokio (Japón)           | Medalla de plata  | C1 individual    |
| Campeonato Mundial |                         |                   |                  |
| Año                | Lugar                   | Medalla           | Competición      |
| 2021               | Bratislava (Eslovaquia) | Medalla de plata  | C1 por equipos   |
| Campeonato Europeo |                         |                   |                  |
| Año                | Lugar                   | Medalla           | Competición      |
| 2014               | Viena (Austria)         | Medalla de plata  | C1 por equipos   |
| 2018               | Praga (República Checa) | Medalla de bronce | C1 por equipos   |
| 2020               | Praga (República Checa) | Medalla de plata  | C1 individual    |
| 2024               | Tacen (Eslovenia)       | Medalla de plata  | C1 por equipos   |